# Сећање (приповетка)
„Сећање” (енгл. Memory) је приповетка америчког писца Хауарда Филипса Лавкрафта, написана 1919. и први пут објављена у часопису The National Amateur у мају 1923. године.

## Теме
Приповетку карактеришу многе Лавкрафтове уобичајене теме и идеје, као што су реликвије далеке прошлости и „безимене” ствари. Такође, његова наклоност према огромним, монолитним рушевинама је очигледна у замршеном опису у овој причи.

## Преглед
Прича се одиграва у древној долини Нис, у каменим рушевинама прекривеним вегетацијом, које је Лавкрафт детаљно описао. Ови трошни блокови монолитног камена сада служе само сивим крастачама и змијама које се испод њих гнезде. У рушевинама су распрострањена велика стабла која су дом малих мајмуна. Кроз дно ове долине протиче велика, слузаво црвена река звана Тен.
Приповетка укључује само два лика: „Џина који прогања месечеве зраке” и „Демона из долине”. Џин пита Демона ко је то давно поставио камење које сада представља пусту рушевину близу реке Тен. Демон одговара да се сећа имена створења „јасно”, али само зато што се њихово име римовало са именом реке: били су познати као Човек. Такође се „нејасно” сећа да су се појавили као мали мајмуни који сада скачу кроз рушевине. Џин лети назад ка својим месечевим зрацима, а Демон се окреће да посматра једног мајмуна у тихој контемплацији.